# Même sang
Même sang ist ein Kollaboalbum der Allschwiler Rap-Band Brandhärd und des Kameruner Rappers Mamoney. Es wurde am 21. April 2007 veröffentlicht. Der Einstieg in die offiziellen Schweizer Albumcharts erfolgte am 6. Mai 2007 auf Platz 44. Es folgten die weiteren Rangierungen 52 und 96, ehe das Album aus der Hitparade austrat. Am 27. April 2007 fand im Sommercasino Basel die offizielle Plattentaufe statt. Der Albumtitel bedeutet übersetzt 'gleiches Blut', was auch das Hauptthema der CD ist. Die Albumtitel sind meist zweisprachig (deutsch und französisch).

## Hintergrund
Die Zusammenarbeit entstand über den Ethnologie-Studenten Balz Alter, der sich im Rahmen seines Liz-Studiums ausführlich mit dem afrikanischen Hip-Hop beschäftigte. Er verteilte Brandhärd-Alben in Kamerun, u. a. auch an Mamoney. Dieser meldete sich anschliessend bei Brandhärd und fragte wegen einer Zusammenarbeit an. Aufgrund mangelnder Technik und Infrastruktur war ein Treffen in Afrika unmöglich, deshalb reiste der Kameruner im September in die Schweiz, wo dann schon nach 2 Tagen das erste Konzert stattfand.

## Illustration
Hinter dem schwarzen Hintergrund stehen Fetch, Fierce, Johnny Holiday und Mamoney. Dahinter ist ein brennendes Feuer zu sehen. In der Mitte des Albumtitels ist ein halb-schwarzer, halb-weisser Kreis gezeigt, in der Mitte ein Tropfen Blut. Er soll die Zusammenarbeit zwischen schwarz (Mamoney) und weiss (Brandhärd) verdeutlichen.

## Titelliste
1. Intro – 2:41
2. Brief / A toi frère – 4:00
3. ChaChaCha – 4:19
4. Même sang – 4:27
5. Nachtschicht / Sentinel feat. Blade & Black Tiger – 4:07
6. Kei Gränze / Sans Frontière – 3:40
7. Königin / Reine – 3:17
8. OhAh – 3:30
9. Mit weihende Fahne / La Main ou Coeur feat. TripleNine – 4:31
10. Seul – 3:48
11. Winter-Summer / De l'hiver à l'été – 3:52
12. Joue ma Musique RMX feat. Lalcko – 4:07
13. Parasites feat. SimonAyEm & Anon'ms – 4:40
14. Euri Wohrheit, unser Hunger / Systéme – 3:33
15. S’Buech blybt offe / Pas un bye – 4:31

## Gastbeiträge
Auf der CD befinden sich insgesamt 6 Features, die sich auf 4 Lieder aufteilen. Das Brandhärd-Label TripleNine hat bei 'Mit weihende Fahne / La Main ou Coeur' einen Beitrag. Weiter ist das Basler Rap-Urgestein Black Tiger zusammen mit dem Londoner Rapper Blade zu hören. Auf dem Song 'Joue ma Musique RMX' ist der Pariser Rapkünstler Lalcko zu hören, der auch auf dem im selben Jahr erschienenen Brandhärd-Album Brandrenalin vertreten ist. TripleNine-Mitglied SimonAyEm ist zusammen mit Anon'ms beim Lied 'Parasites' mit dabei.

## Videos
Zum Titelsong 'Même sang' wurde ein offizielles Musikvideo gedreht. Produzent war Samuel Flückiger. Es läuft auf Viva Swizz. Im Video ritzen sich die Albuminterpreten die Handflächen mit Glasscherben auf, anschliessend reichen sie sich die Hände. Das Video wurde an der Slangnacht 2007 als bestes Schweizer Rapvideo nominiert.

## Kritik
„Elegant ineinander verflochtene französische und baseldeutsche Reime treffen auf hochmoderne Beats, produziert von den Brandhärd-Technikern Mr. Fierce und DJ Johny Holiday. Von afrikanischer Musik ist auf "Même Sang" deshalb nichts zu hören. Pathetische Geigen und Synthies, die schneiden wie Kreissägen, dominieren das Klangbild. [...]
Die Message, die sich durchs ganze Album hindurchzieht: Wir alle haben dasselbe Blut, Äusserlichkeiten wie die Hautfarbe spielen keine Rolle. Diese Botschaft ist gewiss nicht neu - aber sie veraltet auch nicht!“

„Das Album ist facettenreich und hat Message, was vielen zeitgenössischen Produktionen fehlt. [...] Même Sang ist ein grundehrlicher, und oft herrlich pathetisch vertonter Rap-Dialog zwischen zwei völlig verschiedenen Kulturen. Weltmusik im besten Sinn“